# Hatoyama Ichirō
Hatoyama Ichirō (鳩山 一郎 (Cưu Sơn Nhất Lang) 1 tháng 1 năm 1883 – 7 tháng 3 năm 1959) là chính trị gia người Nhật và  Thủ tướng Nhật Bản, tại nhiệm từ 10 tháng 12 năm 1954 đến 19 tháng 3 năm 1955, sau đó đến 22 tháng 11 năm 1955, và cho đến 23 tháng 12 năm 1956.